# Tidal Disruption Event
Ein Tidal Disruption Event (TDE, englisch für Gezeiten-Sternzerrissereignis) beschreibt in der Astronomie eine nahezu Begegnung eines Sterns mit einem supermassereichen Schwarzen Loch im Kern einer Galaxie. Dabei wird ein Teil der Materie des Sterns aus dessen Gravitationsfeld herausgelöst und bildet eine Akkretionsscheibe um das Schwarze Loch. Dieser Vorgang kann ruhige galaktische Kerne wieder in aktive galaktische Kerne verwandeln und tritt mit einer Rate von 0,01 % pro Galaxie und Jahr vergleichsweise häufig ein.

## Geschichte
Die theoretische Beschreibung der Modelle zu TDE's  entstand in den 1970er und 1980er Jahren. Sie wurde zuerst 1975 von J.G. Hills beschrieben. 1976 beschrieben Juhan Frank und Martin J. Rees die Effekte und Dynamik. 1979 verfeinerten V.V. Lidskii und L.M. Ozernoi die Methode zur Entdeckung von Schwarzen Löchern in dem sie die Effekte von TDE's nutzen (eruptiver Nachweis).

## Beobachtungen
Um das Zentrum der Milchstraße Sagittarius A* wurden sogenannte S-Sterne gefunden. S-Sterne sind frühe massereiche Blaue Riesen mit einer Umlaufdauer von wenigen Jahren. Durch Streuung aufgrund naher Begegnungen wird alle 100 bis 10.000 Jahre ein Stern dem supermassiven Schwarzen Loch so nahekommen, dass sich Teile des Sterns innerhalb der Roche-Grenze des Schwarzen Lochs befinden. Diese Materie verlässt den gravitativen Einfluss des Sterns und bildet eine Akkretionsscheibe um das Schwarze Loch. Neben dem Einfangen von Gaswolken ist dies eine zweite Möglichkeit, dass Materie in ein Schwarzes Loch im Zentrum einer Galaxie befördert wird und dieses damit in einen aktiven galaktischen Kern umwandelt. Ein Tidal Disruption Event führt aufgrund der Viskosität der Materie in der Akkretionsscheibe zu einem Ausbruch im Ultravioletten und im Röntgenbereich, der als Tidal Flare bezeichnet wird.
Ein Tidal Flare sollte Schwarzkörpertemperaturen zwischen 0,04 und 0,12 keV haben und Monate bis Jahren andauern. Die Leuchtkraft kann bis zu 1047 erg/s (1040 W) erreichen. Der Anstieg der Leuchtkraft erfolgt innerhalb von Tagen bis Wochen in Abhängigkeit von der Masse des Schwarzen Lochs, wobei geringere Massen zu einem steileren Anstieg in der Lichtkurve führen. Neben der Masse kann mit Hilfe der Tidal Flares auch die Rotationsperiode der Schwarzen Löcher untersucht werden. Der Helligkeitsabfall sollte exponentiell (Power law) mit einer Potenz von −5/3 abnehmen, was zur Identifizierung eines Tidal Disruption Events genutzt werden könnte, da kein anderes bekanntes Ereignis zu einem derartigen Rückgang der Leuchtkraft führt.
Kandidaten für Tidal Disruption Events bzw. Tidal Flares sind:
- WINGS J1348 in Abell 1795[9]
- PS1-10jh[10]
- Swift J1644+57[11]
- ASASSN-15lh,[12][13] entdeckt im Jahr 2015 während des Beobachtungsprogramms All-Sky Automated Survey for SuperNovae (ASAS-SN)

- AT2019dsg[14]
- AT 2022cmc[15]